# Zha jiang mian
El zha jiang mian es un plato de la gastronomía de Pekín consistente en fideos gruesos de trigo cubiertos con una mezcla de cerdo picado frito con pasta de soja fermentada.
En la cocina pekinesa se usa la pasta de soja amarilla (en chino, 黃醬; pinyin, huáng jiàng), mientras en Tianjin y otras partes de China pueden emplearse en su lugar salsa de fideos dulce (甜麵醬; tián miàn jiàng), salsa hoisin (海鮮醬; hǎi xiān jiàng) o （荳瓣醬; dou ban jiang). En las gastronomías de Pekín, Tianjin y noreste de China la pasta de soja se fríe, sin usar aceite.
Algunos restaurantes pueden referirse al zha jiang mian como «fideos con salsa de carne dorada», «fideos con judías fritas y salsa de carne» o con la transliteración pinyin (zhà jiàng miàn). A veces se alude al plato con el apodo «espaguetis chinos» en Occidente, lo que es simétrico a la costumbre china de llamar «zha jiang mian occidental» a los espaguetis a la boloñesa.

## Descripción del plato
Aunque la receta puede variar, el zha jiang mian suele hacerse cortando ajo y cebolleta en dados y friendo el cerdo picado hasta que está ligeramente dorado. Luego se fríen el ajo y la cebolleta hasta dorarlos (también puede añadirse tofu en tiras o soja en este momento) y se añade la carne, la pasta de soja amarilla, la salsa de fideos dulce, el doubanjiang o la salsa hoisin con un poco de agua, dejándolo cocer a fuego lento.
Se sirven los fideos con la salsa de carne encima. Si se desea, pueden añadirse condimentos tales como zanahoria, pepino rallado, brotes de soja, huevo revuelto, edamame (brotes de soja frescos), vinagre y salsa de guindillas.

## Variante coreano
El jajangmyeon es la versión coreana de este plato, si bien usa maicena para espesar la salsa. Además, el color marrón de la salsa procede del uso de chunjang (una pasta salada de color negro hecha de soja tostada) en lugar de salsa hoisin. El jajangmyeon también puede incluir diverso marisco en dados en lugar de carne.